# Strophanthus gracilis
Strophanthus gracilis là một loài thực vật có hoa trong họ La bố ma. Loài này được K.Schum. & Pax miêu tả khoa học đầu tiên năm 1892.